# Екберт I (Бентхайм)
Екберт I фон Бентхайм (на немски: Eckbert von Bentheim; * 18 март 1253; † 1307 или 1309/1311) от род Герулфинги (Дом Холандия) е граф на Бентхайм (1279 – 1307).
Той е вторият син на граф Ото II фон Бентхайм-Текленбург (ок. 1210 – сл. 1279) и първата му съпруга Хайлвиг фон Текленбург (1219 – 1264), наследничка на Текленбург, дъщеря на граф Ото I фон Текленбург (1185 – 1263) и Мехтхилд фон Холщайн-Шауенбург. Сестра му Гертруд е от 1287 г. абатиса на манастир Метелен.
Баща му дава на по-големия му брат Ото III († 1285) управлението на Текленбург, а на Екберт I Бентхайм и по-късно се оттегля като рицар на Тевтонския орден.

## Фамилия
Екберт I се жени пр. 5 юни 1277 г. за графиня Хедвиг (Хайлвиг) фон Олденбург († 2 февруари 1304), дъщеря на граф Йохан I фон Олденбург и съпругата му Рихца фон Хоя, дъщеря на граф Хайнрих II фон Хоя Те имат 13 деца:
- Ото († пр. 1312), каноник в Мюнстер
- Йохан II (ок. 1280 – ок. 1330), граф на Бентхайм, женен 1310 г. за Матилда фон Липе (ок. 1280 – 1366), дъщеря на Симон I, господар на Липе († 1344) и Аделхайд фон Валдек
- Егберт († 1333), архидякон на Щромберг
- Хайнрих (fl 1345), каноник в Бон
- Христиан (* 1285), каноник в Бремен 1312
- Балдуин (fl 1324), каноник в Утрехт и Оснабрюк
- Вигболд († ок. 1351)
- Махориус (fl 1324)
- Одилия, омъжена за Арнолд ван Алмело († 1307/08)
- Юта, монахня във Фреден
- Хедвиг († сл. 1358), приорес във Фреден
- Лиза († ок. 1329), абатиса на Фрекенхорст
- Ода (fl 1345), абатиса на Метелен